# Ana Cecilia Dinerstein
Ana Cecilia Dinerstein es una socióloga argentina, es Professor de Sociología Política y teoría Crítica en la Universidad de Bath, Reino Unido, en el Departamento de Ciencias Sociales y Políticos. Dinerstein es experta en teoría crítica y sociología política, reconocida por su trabajo en movimientos sociales en Latinoamérica y un campo que ella ha creado denominado la política global de la esperanza. 
Dinerstein es miembro de la Academia de Educación Superior. En 2015, fundó la Red Internacional Académica-Activista Mujeres al Borde. Como fruto de esta red, en 2016 se publicó el libro "Ciencias sociales para otra política: mujeres teorizando sin paracaídas" , una colección editada de ensayos escritos por mujeres activistas-académicas pertenecientes a Woman on the Verge. En el año 2018, Dinerstein dirigió la creación del Seminario Permanente en Teoría Crítica de las universidades de Bath, Bristol y Exeter, junto con estudiantes de investigación de posgrado de la Universidad de Bath. El seminario está becado por el South West Doctoral Training Partnership. En 2019, creó el Centro de Descolonizacion del conocimiento en enseñanza, investigación y práctica profesional (DECkNO) y comenzó a formar parte del grupo coordinador del Tejido Global de Alternativas. 

## Formación
Dinerstein nació en Buenos Aires, Argentina. En 1990, completó su grado de políticas sociales en la Universidad de Buenos Aires. Dinerstein fue concedida una beca para realizar un Máster en Administración Pública en la Facultad de Economía de la Universidad de Buenos Aires durante el cual trabajó como asistente de profesorado. En 1994, Dinerstein recibió la beca Chevening del Consejo Británico para estudiar en el Reino Unido donde completó un Máster en Estudios Laborales Comparativos en la Universidad de Warwick. Dinerstein fue a completar su doctorado en sociología en la misma universidad bajo la supervisión del profesor emérito Simon Clarke. Su tesis es titulada "La violencia de la estabilidad: una investigación sobre la subjetividad del trabajo en Argentina". Tras completar su tesis, Dinerstein enseñó sociología política y estudios laborales comparativos en la Universidad de Warwick durante cuatro años. Dinerstein trabaja en la Universidad de Bath desde el 2001 como profesora titular de la universidad en el Departamento de Estudios Políticos y Sociales.

## Contribuciones Académicas
El trabajo de investigación de Dinerstein explora y trata de relacionar una variedad de campos de investigación, incluyendo: políticas latinoamericanas, los movimientos sociales y laboristas; teoría crítica, feminista y decolonial; y los usos contemporáneos de la filosofía de la esperanza de Bloch.  
Desde el comienzo de su carrera, Dinerstein ha estado involucrada con la escuela filosófica de Marxismo Abierto y en el 2002, junto con Michael Neary, editó el libro “el debate laborista: una investigación de la teoría y la realidad del trabajo capitalista”, cuyo trabajo incluye contribuciones de un número de académicos prominentes de la escuela marxista. El objetivo del libro es desafiar “nociones populares que el capitalismo ya no está fundado en la clase trabajadora, sino en el consumismo”, reafirmando la primacía de la “clase trabajadora” examinandola de nuevo como una abstracción real (Fleetwood 2002). Este libro ha sido traducido en turco y en español. 
En su libro “las políticas de autonomía en Latinoamérica: el arte de organizar la esperanza” publicado en el 2015, Dinerstein ofrece una crítica revisada del concepto y la práctica de la autonomía a través de las experiencias de cuatro (indígenas y no-indígenas,urbanos y rurales) movimientos sociales en Latinoamérica. Informada por los principios de la esperanza de Ernst Bloch (1959), Dinerstein ofrece una reconceptualización de la autonomía como praxis prefigurativa la cual define como “el arte de organizar la esperanza”.
En 2015, Dinerstein fundó la red internacional de investigación de “women on the verge”, la cual llevó a la publicación del libro “Ciencias sociales para otras políticas: mujeres teorizando sin paracaídas” en el año 2016, una colección de ensayos escritos por activistas académicas asociadas a la red. En la introducción, Dinerstein aclama que un nuevo “sujeto radical” está emergiendo en un número de movimientos sociales contemporáneos que es “a su vez prefigurativo, decolonial, ético, plural, comunal y democrático”. Temas centrales del trabajo de Dinerstein como las “dinámicas de prefiguración” y las “políticas de la esperanza” son utilizadas por los contribuidores del libro en un intento de pensar con y a través de nuevas formas políticas radicales.   

### Libros
- 2021	A WORLD BEYOND WORK? MONEY. LABOUR AND THE CAPITALIST STATE BETWEEN CRISIS AND UTOPIA, Emerald, Society Now’ Series (Co-authored with F.H. Pitts).
- 2019	OPEN MARXISM 4. AGAINST A CLOSING WORLD, co-edited with A. García Vela, E. González and J. Holloway (Puebla, Mexico), Pluto Press, London-New York.

La traduccion al astellano sera de pronta aparicion (Herramienta & University of Puebla Press) 
- 2016	SOCIAL SCIENCES FOR AN-OTHER POLITICS. WOMEN THEORISING WITHOUT PARACHUTES (Ed.) Palgrave McMillan, Basingstoke.
- 2015	THE POLITICS OF AUTONOMY IN LATIN AMERICA: THE ART OF ORGANISING HOPE, Palgrave McMillan, Basingstoke.
- 2013	SOCIAL MOVEMENTS AND COLLECTIVE AUTONOMY (et al), Capital Intelectual, Buenos Aires: http://www.editorialcapin.com.ar/libros/claves-del-siglo-xxi/movimientos-sociales-y-autonomia-colectiva/ Archivado el 12 de septiembre de 2017 en Wayback Machine.
- 2010	THE PIQUETEROS’ ROAD. RESISTANCE AND LEGACIES, Capital Intelectual, Buenos Aires (with D. Contartese, M. Deledicque). Details: http://www.editorialcapin.com.ar/libros/claves-para-todos/la-ruta-de-los-piqueteros/ Archivado el 1 de marzo de 2017 en Wayback Machine.
- 2002	THE LABOUR DEBATE: AN INVESTIGATION INTO THE THEORY AND REALITY OF CAPITALIST WORK, Routledge, London-New York (Coeditor: Michael Neary).
- 2009 	EL TRABAJO EN DEBATE, Herramienta, Buenos Aires, Coeditor: Michael Neary: Details: https://web.archive.org/web/20170702020547/http://herramienta.com.ar/ediciones-herramienta/el-trabajo-en-debate-una-investigacion-sobre-la-teoria-y-la-realidad-del-traba
- 2006 	EMEK TARTISMASI. KAPITALIST ISIN TEORISI VE GERCELIGINE DAIR BIR INCELEME, Otonom, Ankara – Coeditor: Michael Neary). Details: http://www.otonomyayincilik.com/kitaplik/politik-ekonomi/item/35-emek-tartismasi Archivado el 2 de enero de 2020 en Wayback Machine.

### Capítulos
- 2019	‘A critical theory of hope. Critical Affirmations beyond fear’. In OPEN MARXISM 4. AGAINST A CLOSING WORLD. In Dinerstein, AC, Garcia Vela, E. Gonzalez and J. Holloway, Pluto Press, London-New York, Chapter 2, November.
- 2019	‘Against a Closing World. Introduction’. In OPEN MARXISM 4. AGAINST A CLOSING WORLD. In Dinerstein, A.C., Garcia Vela, E. Gonzalez and J. Holloway, Pluto Press, London-New York, November.
- 2018	‘John Holloway: A theory of interstitial revolution’, In Best, B., Bonefeld, W. and C. O’ Kane (Eds.) HANDBOOK OF FRANKFURT SCHOOL CRITICAL THEORY, Vol. 1, Chapter 32: 533-549.
- 2017 	‘Co-construction or prefiguration? The problem of translation of Social and Solidarity economy into policy’. In Scott Cato, M. and P. North (Eds.) TOWARDS JUST AND SUSTAINABLE ECONOMIES. COMPARING SOCIAL AND SOLIDARITY ECONOMY IN THE NORTH AND SOUTH, Policy Press, Bristol: 55-71.
- 2016	‘The radical subject and its theory. Introduction’. In Dinerstein A.C. (Ed.) SOCIAL SCIENCES FOR AN-OTHER POLITICS. WOMEN THEORISING WITHOUT PARACHUTES, Palgrave: Basingstoke: 1-15.
- 2016	‘Denaturalising Society: Concrete Utopia and the prefigurative critique of political economy’. In Dinerstein A.C. (Ed.) SOCIAL SCIENCES FOR AN-OTHER POLITICS. WOMEN THEORISING WITHOUT PARACHUTES, Palgrave McMillan, Basingstoke: 49-63.
- 2014	‘Disagreement and Hope: The hidden transcripts of political recovery in Argentina post crisis’. In Levey, Ozarow, and Wylde (Eds.) ARGENTINA SINCE THE 2001: RECOVERING THE PAST, RECLAIMING THE FUTURE, Palgrave Macmillan: Basingstoke: 115-133. Translated into Spanish.
- 2014	‘Social movements, Autonomy and hope: Notes on the Zapatistas’ revolution’. In S. Kumar and Kumar, R. (Eds.) SOCIAL MOVEMENTS: TRANSFORMATIVE SHIFTS AND TURNING POINTS’ , Routledge: New Delhi: 236-262.
- 2013	‘From Corporatist to Autonomous: Unemployed Workers organisations and the renewal of labour subjectivity in Argentina’. In Howell, J. (Ed.) NON-GOVERNMENTAL PUBLIC ACTION AND SOCIAL JUSTICE, Palgrave MacMillan: Basingstoke: 36-59.
- 2008 	‘Lessons form a Journey: The Piquetero Movement in Argentina’. In Bonefeld, W. (Ed.) SUBVERTING THE PRESENT, IMAGINING THE FUTURE (Autonomedia: NY): 231-246.
- 2005 	‘Entre el éxtasis y el desencuentro. Los desafíos de la rebelión’ in Bonnet A, et al (eds.) Marxismo Abierto. Una visión Europea y Latinoamericana. Buenos Aires/Puebla: Ediciones Herramienta & Universidad de Puebla: 147-186
- 2004 	 ‘Beyond Crisis. The Nature of Political Change in Argentina’ in Chandra, P., A. Ghosh and R. Kumar (eds.) Imperialism and Counterstrategies. New Delhi: Aakar Books: 263-301
- 2002 	‘Regaining Materiality: Unemployment and the Invisible Subjectivity of Labour’. In Dinerstein, A.C. and M. Neary (Eds.) THE LABOUR DEBATE: AN INVESTIGATION INTO THE THEORY AND REALITY OF CAPITALIST WORK, Routledge: 203-225. Spanish (2003) and Turkish (2005) translations.
- 1999/2nd Ed 2000 ‘The weakness of Foucault’s Theory: The Abstract Materiality of Power’. In Boron, A. (Ed.) POLITICAL THEORY AND PHILOSOPHY. CLASSIC TRADITION AND NEW FRONTIERS (Teoría y Filosofía Política. La Tradición Clásica y las Nuevas Fronteras) (CLACSO – UBA Press): 251-272. http://biblioteca.clacso.edu.ar/clacso/se/20100613045233/13diners.pdf
- 1999 	‘The violence of Stability: Argentina in the 1990s’. In Neary, M. GLOBAL HUMANISATION: STUDIES IN THE MANUFACTURE OF LABOUR, Mansell, London- New York: 46-75.

### Artículos en Revistas Especializadas
- 2019 forthcoming ‘The Unbearable Lightness of Money: Universal Basic Income, the State and the Coloniality of the Left’Political Quarterly Special Issue POSTCAPITALISM: THE POLITICS AND PHILOSOPHY OF A CHANGING WORLD OF WORK Co-editors Jon Cruddas and Frederick Harry Pitts
- 2018	‘La teoría de la revolución intersticial de John Holloway’, Constelaciones. Revista de Teoría Crítica, Vol. 10: 275-301
- 2018	‘From post-work to post-capitalism? Discussing the basic income and struggles for alternative forms of social reproduction’. JOURNAL OF LABOR & SOCIETY, Vol 21(4), pp 471-49,
- 2018	‘Labour in transition: Social reproduction, the spatialisation of work and the limits of ECONOMIC Sociology’, SOCIOLOGY OF WORK JOURNAL (Revista Sociología del Trabajo), 91; 27-43
- 2017 	‘Corbynism, post-capitalism and the politics of social reproduction’, CAPITAL & CLASS Vol. 41(3): 423–434 (with F. H. Pitts).
- 2017	‘Social Movements and Social Emancipation in Latin America’, Special Section, BULLETIN FOR LATIN AMERICAN RESEARCH 36(1): 3-4 (with S. Motta).
- 2016	‘Organising Hope: Concrete Utopias against and beyond the value form, EDUCAÇAO & SOCIEDADE, Vol. 37 (35): 351-369.
- 2014	‘Sociological Imagination as Social Critique: Interrogating the “Global Economic Crisis”’, SOCIOLOGY 48(5), 1-10. (with G. Schwartz and G. Taylor)
- 2014	‘The dream of dignified work. Good and bad utopias’, DEVELOPMENT & CHANGE 45(5): 1037-1058.
- 2012 	‘Interstitial revolution: The explosive fusion of Negativity and hope’ CAPITAL & CLASS, 36 (3): 513-532.
- 2012	‘Hope Movements: Naming mobilisation in a post development world’ (with S. Deneulin), DEVELOPMENT & CHANGE 43 (2): 585-602.
- 2010	‘Autonomous organising in Latin America: Echoes from the Piqueteros’ experience’, COMMUNITY DEVELOPMENT JOURNAL, Vol. 45 (3) July: 356-366.
- 2010	‘(Im)possibilities of Autonomy. Social movements in, against and beyond the state, capital and development’, SOCIAL MOVEMENT STUDIES, Issue 1(9): 17-32 (with S. Boehm and A. Spicer).
- 2007	‘Workers’ Factory Takeovers and New State Programmes: Towards the “Institutionalisation” of Non-Governmental Public Action’, POLICY AND POLITICS, 35(3): 527-548.
- 2004 	‘Más allá de la crisis. La naturaleza del cambio político en Argentina’ REVISTA VENEZOLANA DE ECONOMIA Y CIENCIAS SOCIALES, No 1/ 2004: 241-270.
- 2003 	 ‘Power or Counter Power? The Dilemma of the Piquetero Movement in Argentina Post-Crisis’, Behind the News, CAPITAL & CLASS 81: 1-8.
- 2003 	 ‘A Silent Revolution: The Unemployed Workers Movement in Argentina’, LABOUR, CAPITAL & SOCIETY/ TRAVAIL, CAPITAL & SOCIETÉ, Vol. 34 (2): 166-183.
- 2003 	‘All of them out! The Neighbourhood Assemblies in Argentina’, BULLETIN OF LATIN AMERICAN RESEARCH, 22(2): 187-200.
- 2001 	‘Roadblocks in Argentina: Against the Violence of Stability’, BTN, CAPITAL & CLASS 74: 1-7.
- 1997 	‘Searching for the Marvellous. Towards a Marxist Theory of Action’, COMMON SENSE 22: 83-96.
- 1996 	‘Réajustement économique, travail et aliénation’, ALTERNATIVES SUD, Vol. 3 (2), Paris : 113-142.

### Documentos de Trabajo
- 2019	‘Scaling up or deepening? Developing the radical potential of the SSE sector in a time of crisis’, SSE Knowledge Hub for SDG, United Nations Inter-Agency Task Force on the Social and Solidarity Economy (UNTFSSE) Co-authors: (Paul Chatterton, University of Leeds; Peter North, University of Liverpool,  and F. Harry Pitts, University of Bristol, UK.
- 2018	Notes for a Conversation on the Art of Organising Hope’, Centre for Rural Development Studies, Zautla, Puebla, Mexico, August
- 2017	‘Post-capitalism, basic income and the end of work. Critique and alternative’ (with FH. Pitts), BATH PAPERS IN ID No. 55, CDS, University of Bath.
- 2014	‘The hidden side of SSE: Social movements and the appropriation and ‘translation’ of SSE into policy’, UNITED NATIONS RESEARCH INSTITUTE FOR SOCIAL DEVELOPMENT, (UNRISD), Paper 9, 20/8.
- 2009 	'The snail and the good government. A critique of "civil society" by the Zapatista Movement', Working Paper No 36, ESRC - Non-Governmental Public Action, LSE.
- 2008 	The Politics of Policy: Unemployment, Unemployed Workers Organisations and the State in Argentina, Working Paper No 9, ESRC Non-Governmental Public Action LSE.
- 2008	Workers’ Factory Takeovers and the Programme for Self-Managed Work: Towards an ‘Institutionalisation’ of Radical Forms of Non-Governmental Public Action in Argentina, Working Paper No 8, ESRC - Non-Governmental Public Action LSE.

### Entradas en Enciclopedias
- 2016	KEYWORDS FOR RADICALS: A LATE CAPITALIST VOCABULARY OF SOCIETY, edited by Fritsch, K., et al, AK Press: 199-205. Entry ‘HOPE’ (2,000 words).
- 2012 	ENCYCLOPAEDIA OF GLOBALIZATION, edited by George Ritzer, Wiley-Blackwell. Entries: ‘SOCIAL MOVEMENTS’ (2,000 words), ‘NGOs’ (1,500 word), ‘EXPLOTATION’ (1,000 words), ‘ZAPATISTAS’ (500 words).
- 2019	 ‘Coloniality of Power and Emancipation’, Extended Book Review, L. Martínez Andrade (2015) Religion Without Redemption. Social Contradictions and Awakened Dreams in Latin America, Book Series ‘Decolonial Studies, Postcolonial Horizons’, London – New York, Pluto Press, CAPITAL & CLASS 43(1): 173-221

### Blogs
- 2019	‘TAOH: Social Movement and Critical Theory’, Plan C, published 20th of May 2019, https://www.weareplanc.org/blog/the-art-of-organising-hope-social-movements-and-critical-theory/
- 2019	 ‘L’arte di organizzare la speranza: Movimenti e critica sociale’, Global Project, https://www.globalproject.info/it/in_movimento/larte-di-organizzare-la-speranza-movimenti-e-critica-sociale/21967re-la-speranza-movimenti-e-critica-sociale/21967,  15 April.
- 2019	‘Rosa Luxemburg: revolutionary warned of environmental destruction and resurgent far right’, The Conversation, January 15, https://theconversation.com/rosa-luxemburg-revolutionary-warned-of-environmental-destruction-and-resurgent-far-right-109783
- 2018	‘Work, Utopia and the reproduction of life’, Futures of Work, Issue 1, November 3, 2018. Policy Press, University of Bristol.

https://futuresofwork.co.uk/2018/09/05/work-utopia-and-the-reproduction-of-life/, https://futuresofwork.co.uk/issues/issue-one/
- 2017	‘Concrete Utopia: (Re)producing life in, against and beyond the open veins of capital’, Public Seminar, New School for Social Research, New York. http://www.publicseminar.org/2017/12/concrete-utopia/
- 2017	BLOG Women on the Verge: The Essence of feminist struggle’, ROAR Magazine, https://roarmag.org/essays/women-on-the-verge/ , January 24.
- 2016	BLOG ‘A post work economy of robots and machines is a bad utopia for the left’, (with F. H. Pitts and G. Taylor), The Conversation, May, https://theconversation.com/a-post-work-economy-of-robots-and-machines-is-a-bad-utopia-for-the-left-59134
- 2016	‘Impeachment or ‘Soft Coup’? Democracy in Brazil in Latin America today’, DEV@LOG BATH, May 19.
- 2015	 BLOG ‘What Europe’s hopeful left can learn from Latin America, The Conversation,https://theconversation.com/what-europes-hopeful-left-can-learn-from-latin-america-37422 (88,000 hits).
- 2017	LETTER ‘Sociology: Optimism or Hope?’, BSA NETWORK MAGAZINE, BSA, Spring
- 2010		BLOG‘ ‘Argentina 2001: Politics against la police’, CCC, Buenos Aires, No 13,  http://www.centrocultural.coop/revista/13/diciembre-2001-la-politica-contra-la-police

### Videos, fotos y comentarios expertos
- 2018		Video The Art of Organising hope: https://www.bath.ac.uk/departments/department-of-social-policy-sciences/ and https://vimeo.com/300540585
- 2017		EXPERT COMMENT and Interview ‘Recent British Politics after BREXIT and the elections’, Channel 8 Metro, TV Cable Vision, Buenos Aires, 15 June, https://www.youtube.com/watch?v=8Qsi2QJyLYU
- 2016		EXPERT COMMENT and Interview ‘Why BREXIT?’, Asuntos Públicos, Channel 8 Metro, 23 June Buenos Aires, https://www.youtube.com/watch?v=Hpnw9cXjfrI
- 2009		PHOTOGRAPHIC EXHIBITION Images of Research ‘The Snail and the Good Government Council in Oventic, Chiapas, 2008)’. Bath Royal Literary & Scientific Institution July 15.
- 2018		Mining Stories, interview at ‘THE ART OF ORGANING HOPE: NEW NARRATIVES FOR EUROPE’ Alternative Summit, Arca Theatre, Ghent, November 10/11.
- 2018		Closing Keynote: Traces of Hope’ at ‘THE ART OF ORGANING HOPE: NEW NARRATIVES FOR EUROPE’ Alternative Summit, Voourit Theatre Ghent, November 11/11.

### Entrevistas
- 2019	Case Study THE ART OF ORGANISING HOPE, Bath University Press Office, https://www.bath.ac.uk/case-studies/carving-out-new-politics-of-hope-for-2019/
- 2018	‘De kunst van het organiseren van hoop’, Interview van Ana Cecilia Dinerstein by Dominique Willaert and Katrien Brys, LAVAMEDIA, Ghent, December 2018, https://lavamedia.be/de-kunst-van-het-organiseren-van-hoop/
- 2018	'Hope is an invitation to work together, to develop alternatives' by Dominique Villaert, Victoria Deluxe, Ghent, Director of TAOH project 3/09/2018. http://theartoforganisinghope.eu/hope-is-an-invitation-to-work-together-to-develop-alternatives/ Archivado el 14 de octubre de 2019 en Wayback Machine.
- 2017	INTERVIEW: ‘Reorganizar la esperanza. Por un Marxismo abierto y decolonial’, by Alejandro Mantilla, La Siniestra, https://lasiniestra.com/tag/ana-cecilia-dinerstein/ (enlace roto disponible en Internet Archive; véase el historial, la primera versión y la última). , 15/11/17 (in Spanish.  French translation by Denis Amutio: ‘Réorganiser l’espoir: Pour un marxisme ouvert et décolonial. Entretien avec Ana Cecilia Dinerstein, par Alejandro Mantilla’.